# Girl (Maren Morris)
Girl è il quinto album in studio della cantautrice statunitense Maren Morris, pubblicato l'8 marzo 2019. L'album è stato riconosciuto con il CMA Awards all'album dell'anno e contiene i brani The Bones e Common, con  Brandi Carlile, candidati ai Grammy Award, rispettivamente alla migliore canzone country e alla migliore interpretazione country di un duo o gruppo.

## Descrizione
Il secondo progetto discografico pubblicato con la Columbia Nashville, vede la cantante compositrice di tutte e quattordici le tracce, con la partecipazione del marito Ryan Hurd, Greg Kurstin, Sarah Aarons e Natalie Hemby e prodotte da busbee. Musicalmente il progetto vede uno slittamento dallo stile di Morris dal country a quello della pop music. Morris ha spiegato il significato dell'album e le scelte musicali:
(Maren Morris)

## Promozione
Il singolo omonimo all'album Girl è stato pubblicato il 18 gennaio 2019, mentre l'8 febbraio 2019 è stato reso disponibile il singolo promozionale Common in collaborazione con Brandi Carlile. Il 20 maggio 2019 è stato pubblicato il secondo estratto, The Bones, il quale ottiene ampio successo commerciale, rimanendo alla prima posizione della classifica per undici settimane consecutive.

## Accoglienza
Generalmente ha ricevuto critiche generalmente positive da parte degli esperti del campo della musica, ottenendo un punteggio di 66 su 100 nella piattaforma Metacritic. Melissa Novacaska per la rivista canadese Exclaim!: "Ciò che impressiona di Girl è quanto forti sono cresciute le voci della Morris, insieme alla maturità e all'unicità di ogni canzone. È chiaro che l'album non è un crollo da studente che ha appena iniziato, ma piuttosto un album in cui vale la pena investire".  L'editore di Rolling Stone Rob Sheffield ha ritenuto che i fan dell'attitudine "frastagliata" in Hero saranno spesso messi in evidenza dalle "canzoni d'amore felice" trovate nella seconda metà dell'album, ma ritiene che brani come All My Favorite People, Flavor e Make Out with Me li soddisferanno, concludendo che "potrebbe essere sul suo miglior comportamento su questo LP, ma i momenti più vivaci arrivano quando esce di scena".
Laura Snapes del The Guardian sente che il disco non va né per «coraggiosi protagonismi né verso il pop ritrovabile a Las Vegas» in tutta la sua track list, criticando la «sincerità biografica» per la mancanza di convinzione e l'abuso della «voce irresistibilmente dura» della cantante su canzoni che non coinvolgono, affermando che Morris dovrebbe prendere ispirazione dalla collega Kacey Musgraves quando registrerà il suo prossimo album.

## Riconoscimenti
Academy of Country Music Awards
- 2020 - Candidatura all'album dell'anno[16]

Billboard Music Awards
- 2020 - Candidatura al miglior album country[17]

Country Music Association Awards
- 2020 - Album dell'anno[18]

## Tracce
1. Girl – 4:10
2. The Feels – 3:07
3. All My Favorite People (featuring Brothers Osborne) – 3:19
4. A Song for Everything – 3:14
5. Common (featuring Brandi Carlile) – 4:05
6. Flavor – 3:16
7. Make Out with Me – 2:16
8. Gold Love – 3:23
9. Great Ones – 3:41
10. RSVP – 3:34
11. To Hell & Back – 3:15
12. The Bones – 3:17
13. Good Woman – 3:31
14. Shade – 2:51

## Successo commerciale
L'album ha battuto il record per il maggior numero in una settimana di streaming di sempre per un album country di un'artista donna, con circa 24 milioni di stream.
L'album ha debuttato e ha raggiunto il numero quattro della Billboard 200 con 46.000 unità equivalente ad album, diventando il secondo album della cantante ad entrare nella Top10 statunitense. Ha raggiunto inoltre la prima posizione della US Top Country Albums. Al di fuori del paese natale ha raggiunto la posizione numero 14 in Canada, 29 in Australia e 72 nel Regno Unito.

## Classifiche
| Classifica (2019) | Posizione massima |
| ----------------- | ----------------- |
| Australia         | 29                |
| Canada            | 14                |
| Regno Unito       | 72                |
| Stati Uniti       | 4                 |
| US Top Country    | 1                 |